# Francis Willoughby (1547-1596)
Francis Willoughby (1546/7-1596) est un industriel anglais, qui construit Wollaton Hall dans le Nottinghamshire.

## Famille
Francis Willoughby est le fils cadet d'Henry Willoughby (tué le 27 août 1549 pendant la Rébellion de Kett) de Wollaton, Nottinghamshire, et d'Anne Grey (d.1548) la fille de Thomas Grey (2e marquis de Dorset), et de Margaret Wotton. Il a un frère aîné, Thomas (d.1559) et une sœur, Margaret, qui épouse Matthew Arundell (en) (c. 1533 - 24 décembre 1598) du château de Wardour,,.

## Carrière

Portrait d'Elizabeth Littleton, Lady Willoughby par George Gower (1573)

Le père de Francis Willoughby, Henry Willoughby, hérite de Wollaton et d'autres propriétés, notamment des « fosses à charbon » à la mort de son oncle, John Willoughby, le 10 janvier 1549. Cependant, seulement quelques mois plus tard, le 27 août 1549, Henry Willoughby est tué à Mousehold Heath lors de la répression de la rébellion de Kett. Le frère aîné de Francis, Thomas (d.1559), alors âgé de huit ans, devient le pupille du frère de leur mère, Henry Grey (1er duc de Suffolk), et va vivre avec lui et sa femme, Frances Brandon, à Bradgate House, tandis que Francis, alors âgé de deux ans, et sa sœur, Margaret, sont confiés aux soins du demi-frère de Dorset, George Medley, le fils de la mère de Dorset, Margaret Wotton, de son premier mari, William Medley. La tentative malheureuse de Dorset de placer sa fille aînée, Lady Jane Grey, sur le trône a finalement coûté la vie à Lady Jane, Grey et à son frère, Thomas Grey, et met en difficulté d'autres membres de la famille. George Medley est arrêté et emprisonné dans la Tour de Londres pendant un certain temps, et lorsqu'il est libéré en mai 1554, il n'est plus capable de s'occuper de Francis et Margaret. La veuve de Dorset, Frances Brandon, s'arrange pour que Francis soit envoyé à l'école et prend Margaret sous sa garde. Leur frère aîné, Thomas, devient pupille de William Paget et épouse la fille de Paget, Dorothy,,.
En août 1559, Thomas Willoughby meurt d'une « surchauffe » lors d'une chasse, ne laissant aucun descendant, et Francis hérite des domaines familiaux. À l'âge de dix-sept ans, Francis épouse Elizabeth Littleton de Frankley, Worcestershire. Cela s'avère être un mariage mouvementé et ne produit que des filles.
Willoughby développe des mines de charbon sur son domaine à Wollaton dans les années 1560 et 1570. Cela lui permet de maintenir un train de vie seigneurial, en maintenant un certain nombre de serviteurs. Il emploie Robert Smythson, qui a déjà travaillé à Longleat pour lui construire un manoir, Wollaton Hall,,.
En 1580, à la mort de son héritier à l'âge de six ans, il est séparé de sa femme. Elle propose d'essayer d'avoir un autre héritier, ils restent séparés et la reine s'arrange pour qu'elle reçoive une allocation de 200 £ par an. Il décide ensuite de faire de son parent éloigné Percival Willoughby de Bore Place dans le Kent son principal héritier, s'il n'a pas de fils, par mariage avec sa fille aînée Bridget. Ce mariage a lieu en 1583, et plusieurs manoirs dont Wollaton et Middleton, Warwickshire leur sont destinés à défaut de descendance masculine,,.
Willoughby se lance dans un certain nombre d'entreprises spéculatives, notamment la culture et la transformation du pastel à Wollaton et une plantation en Irlande. Dans ces derniers, il travaille avec Robert Payne. Ceux-ci prennent des capitaux, tout comme ses usines sidérurgiques, à Middleton, Oakamoor (Staffordshire) et Codnor. Celles-ci sont rentables, mais Willoughby est incapable de payer ses dettes et de fournir des dots à ses autres filles. Il les remet donc en 1595 à Percival, qui prend en charge 3 000 £ des dettes. Cela est suivi par la mort de sa femme, avec qui il s'est réconcilié. Willoughby épouse immédiatement une veuve, mais meurt seulement quinze mois plus tard, laissant sa veuve attendant un autre enfant, qui s'avère être une autre fille. Percival hérite ainsi du domaine, mais grevé de nombreuses dettes,,.